# Difluorure d'oganesson
Le difluorure d'oganesson est un composé chimique théorique de formule OgF2 dans lequel l'oganesson serait à l'état d'oxydation +2. Ce composé serait plutôt stable, avec une énergie de formation calculée de 443,8 kJ·mol-1 :
F2 + Og → OgF2 + 443,8 kJ·mol-1
La liaison Og-F serait de nature plus ionique que covalente, ce qui ferait du difluorure d'oganesson un solide peu volatil.